# 1892 w muzyce
Wydarzenia muzyczne w 1892 roku.

## Wydarzenia
- 1 stycznia – w Wiedniu odbyła się premiera opery Ritter Pásmán op.441 Johanna Straussa (syna)[1][2][3]
- 17 stycznia – w paryskim Cirque d'été miała miejsce premiera „Rapsodie bretonne” op.7bis Camille’a Saint-Saëns[1][2]
- 22 stycznia – w Newcastle upon Tyne odbyła się premiera „String Quartet No.1” op.44 Charlesa Villiersa Stanforda[1][2]
- 23 stycznia – w Paryżu odbyła się premiera uwertury „Polyeucte” Paula Dukasa[1][2]
- 25 stycznia – w paryskim Petit Théâtre des Marionettes miała miejsce premiera „La légende de Sainte Cécile” op.22 Ernesta Chaussona[1][2][4]
- 5 lutego – w Helsinkach odbyła się premiera „March of the Björneborgers” Jeana Sibeliusa[1][2]
- 7 lutego – w bostońskiej Music Hall miała miejsce premiera „Mass in E-flat major” op.5 Amy Beach[1][2][5]
- 16 lutego – w wiedeńskiej Hofoper odbyła się premiera opery Werther Julesa Masseneta[1][2][6]
- 21 lutego
  - w wiedeńskim Burgtheater miała miejsce premiera baletu Le carillon Julesa Masseneta[1][2][7]
  - w rzymskim Teatro Argentina miała miejsce premiera opery Mala vita Umberto Giordano[1][2][8]
- 22 lutego – w wiedeńskiej Sofiensaal miała miejsce premiera polki „Unparteiische Kritiken” op.442 Johanna Straussa (syna)[1][2]
- 24 lutego – w Oksfordzie odbyła się premiera „The Frogs” Huberta Parry[1][2][9]
- 25 lutego – w Wiedniu odbyła się premiera pieśni „Nächtens” op.112/2 Johannesa Brahmsa[1][2]
- 4 marca – w Brukseli odbyła się premiera Concert for Violin, Piano and String Quartet op.21 Ernesta Chaussona[1][2]
- 10 marca – w Paryżu odbyła się premiera „3 Sonneries de la Rose+Croix” Erika Satie[1][2]
- 12 marca – w Paryżu odbyła się premiera „Chant saphique” op.91 Camille’a Saint-Saëns[1][2]
- 15 marca – w Klasztorze Sankt Florian miała miejsce premiera „Vexilla regis” WAB 51 Antona Brucknera[1][2]
- 17 marca – w nowojorskim Daly's Theatre miała miejsce premiera „The Foresters” Arthura Sullivana[1][2][10]
- 20 marca – w Moskwie odbyła się premiera „Blessed is He Who Smiles” Piotra Czajkowskiego[1][2][11]
- 22 marca – w paryskiej Galerie Durand-Ruel miała miejsce premiera „Le Fils des étoiles” Erika Satie[1][2]
- 27 marca – w Wiener Musikverein miała miejsce premiera „Seid umschlungen Millionenen” op.443 Johanna Straussa (syna)[1][2]
- 2 kwietnia – w Paryżu odbyła się premiera „5 Mélodies” op.58 Gabriela Fauré[1][2]
- 8 kwietnia – w Kopenhadze odbyła się premiera „String Quartet No.2” op.5 Carla Nielsena[1][2][12]
- 28 kwietnia
  - w praskim Rudolfinum miała miejsce premiera uwertur: „In Nature's Realm” op.91[1][2][13], „Carnival” op.92 oraz „Othello” op.93 Antonína Dvořáka[1][2]
  - w Helsinkach odbyła się premiera „Kullervo” op.7 Jeana Sibeliusa[1][2]
  - w Kopenhadze odbyła się premiera „Musik til fem Digte af J. P. Jacobsen” op.4 Carla Nielsena[1][2]
  - w Nowym Jorku odbyła się premiera „The Skeleton in Armour” op.28 Arthura Foote[1][2]
- 29 kwietnia – w Hamburgu odbyła się premiera „Aus! Aus!” oraz „Nicht wiedersehen!” Gustava Mahlera[1][2]
- 5 maja – w Springfield odbyła się premiera kantaty „Phoenix Expirans” George’a Whitefielda Chadwicka[1][2][13]
- 18 maja – w Konserwatorium Paryskim miała miejsce premiera kantaty „La vie du poète” Gustave’a Charpentiera[1][2][14]

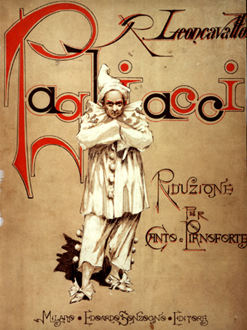
Okładka I wydania libretta do opery Pajace Ruggera Leoncavalla

- 21 maja – w mediolańskim Teatro Dal Verme odbyła się premiera opery Pajace Ruggera Leoncavalla[1][2][15]
- 5 czerwca – w Salzburgu odbyła się premiera „Der Deutsche Gesang” („Das deutsche Lied”) WAB 63 Antona Brucknera[1][2]
- 11 czerwca – na University of Cambridge miała miejsce premiera „Installation March” („Installation Ode”) op.108 Charlesa Villiersa Stanforda[1][2]
- 13 czerwca – w Cambridge odbyła się premiera „The Lotos-Eaters” Huberta Parry[1][2][16]
- 8 sierpnia – w Berlinie odbyła się premiera „6 Lieder” op.4 Maxa Regera[1][2]
- 8 września – w Gloucester podczas Festiwalu Trzech Chórów miała miejsce premiera oratorium „Job” Huberta Parry[1][2][17]
- 24 września – w londyńskim Savoy Theatre miała miejsce premiera operetki Haddon Hall Arthura Sullivana[1][2]
- 1 listopada – w petersburskim Teatrze Maryjskim miała miejsce premiera opery Mlada Nikołaja Rimskiego-Korsakowa[1][2][18]
- 9 listopada – w bostońskim New England Conservatory of Music miała miejsce premiera „In Autumn” op.15/1 Amy Beach[1][2]
- 10 listopada – we florenckim Teatro della Pergola miała miejsce premiera opery I Rantzau Pietro Mascagniego[1][2][19]
- 13 listopada – w Wiedniu odbyła się premiera „Psalm 150” WAB 38 Antona Brucknera[1][2]
- 21 listopada – w Hamburgu odbyła się premiera czterech pieśni cygańskich „6 Quartets” op.112/3-6 Johannesa Brahmsa[1][2]
- 27 listopada – w Wiener Musikverein miała miejsce premiera „Märchen aus dem Orient” op.444 Johanna Straussa (syna)[1][2]
- 2 grudnia – w Nowym Jorku odbyła się premiera „Eilende Wolken, Segler die Lüfte” op.18 Amy Beach[1][2]
- 7 grudnia – w paryskiej Salle Érard miała miejsce premiera „Piano Trio No.2” op.92 Camille’a Saint-Saëns[1][2]
- 17 grudnia – w Brooklynie odbyła się premiera „3 Compositions for Organ” op.29 Arthura Foote[1][2]
- 18 grudnia – w petersburskim Teatrze Maryjskim odbyła się premiera baletu Dziadek do orzechów Piotra Czajkowskiego[1][2][20]

## Urodzili się
- 1 stycznia – Artur Rodziński, polski dyrygent (zm. 1958)
- 20 stycznia – Grzegorz Szyrma, białoruski dyrygent chórowy, folklorysta, działacz społeczny i muzyczny, wydawca, publicysta, literaturoznawca, pedagog (zm. 1978)
- 22 stycznia – Anna Walewska, polska rzeźbiarka, aktorka teatralna oraz śpiewaczka operowa i operetkowa (zm. 1977)
- 2 lutego – Fritz Heinrich Klein, austriacki kompozytor operowy (zm. 1977)
- 4 lutego – Yrjö Kilpinen, fiński kompozytor (zm. 1959)
- 12 lutego – Aniela Szlemińska, polska śpiewaczka operowa (sopran), pedagog (zm. 1964)
- 13 lutego – Marija Łytwynenko-Wohlgemuth, radziecka i ukraińska śpiewaczka operowa (sopran) (zm. 1966)
- 15 lutego – Ján Valašťan Dolinský, słowacki kompozytor, nauczyciel, dziennikarz, esperantysta i zbieracz ludowych pieśni (zm. 1965)
- 17 lutego – Sylwin Strakacz, polski dziennikarz, kompozytor, sekretarz Ignacego Paderewskiego, dyplomata, urzędnik konsularny (zm. 1973)
- 22 lutego – Bolesław Przybyszewski, polski muzykolog i pedagog (zm. 1937)
- 23 lutego – Kazimierz Worch, polski śpiewak operowy (baryton) (zm. 1935)
- 29 lutego – Adam Mitscha, polski kompozytor, muzykolog, pedagog (zm. 1992)
- 10 marca
  - Arthur Honegger, szwajcarski kompozytor muzyki poważnej i filmowej (zm. 1955)
  - Eva Turner, angielska śpiewaczka operowa (sopran) (zm. 1990)
- 13 marca – Alec Rowley, angielski kompozytor (zm. 1958)
- 6 kwietnia – Mateusz Gliński, kanadyjski publicysta muzyczny polskiego pochodzenia, dyrygent i kompozytor (zm. 1976)
- 10 kwietnia – Victor de Sabata, włoski dyrygent i kompozytor (zm. 1967)
- 12 kwietnia – Johnny Dodds, amerykański klarnecista jazzowy (zm. 1940)
- 19 kwietnia – Germaine Tailleferre, francuska kompozytorka, jedyna kobieta w zespole Les Six (zm. 1983)
- 26 kwietnia – Florence Austral, australijska śpiewaczka (sopran) (zm. 1968)
- 10 maja – Witold Elektorowicz, polski śpiewak, aktor i kompozytor piosenek (zm. 1968)
- 14 maja – Felix Petyrek, austriacki kompozytor i pianista pochodzenia czeskiego (zm. 1951)
- 18 maja – Ezio Pinza, włoski śpiewak operowy (bas), aktor (zm. 1957)
- 8 czerwca – Giuseppe Campari, włoski kierowca wyścigowy i śpiewak operowy (zm. 1933)
- 13 czerwca – Walerija Barsowa, rosyjska i radziecka śpiewaczka operowa i operetkowa (sopran koloraturowy) (zm. 1967)
- 18 czerwca – Edward Steuermann, amerykański pianista, pedagog i kompozytor (zm. 1964)
- 21 czerwca – Hilding Rosenberg, szwedzki kompozytor (zm. 1985)
- 23 czerwca – Mieczysław Horszowski, polski pianista (zm. 1993)
- 30 czerwca – László Lajtha, węgierski kompozytor, etnograf i dyrygent (zm. 1963)
- 23 lipca – Petros Petridis, grecki kompozytor (zm. 1977)
- 26 lipca – Philipp Jarnach, niemiecki kompozytor pochodzenia francuskiego (zm. 1982)
- 14 sierpnia – Kaikhosru Shapurji Sorabji, brytyjski kompozytor, krytyk muzyczny, pianista i pisarz (zm. 1988)
- 15 sierpnia – Knud Jeppesen, duński muzykolog i kompozytor (zm. 1974)
- 4 września – Darius Milhaud, francuski kompozytor (zm. 1974)
- 5 września – József Szigeti, amerykański skrzypek pochodzenia węgierskiego (zm. 1973)
- 17 września – Hendrik Andriessen, holenderski kompozytor i organista (zm. 1981)
- 2 października – Gilda Dalla Rizza, włoska śpiewaczka operowa (sopran) (zm. 1975)
- 17 października – Otakar Jeremiáš, czeski kompozytor, dyrygent i wiolonczelista (zm. 1962)
- 19 października – Ilmari Hannikainen, fiński pianista i kompozytor (zm. 1955)
- 24 października – Marius Casadesus, francuski skrzypek i kompozytor (zm. 1981)
- 2 listopada – Pál Ábrahám, węgierski kompozytor operetkowy (zm. 1960)
- 3 listopada – Zhao Yuanren, chiński językoznawca, pisarz oraz kompozytor (zm. 1982)
- 12 listopada – Tadeusz Mayzner, polski pedagog, dyrygent, kompozytor, skrzypek (zm. 1939)
- 28 listopada – Robert Lachmann, niemiecki etnomuzykolog pochodzenia żydowskiego (zm. 1939)
- 4 grudnia – Mikołaj Karaśkiewicz, polski pianista, organista, kompozytor, dyrygent chórów, pedagog (zm. 1951)
- 9 grudnia – Beatrice Harrison, brytyjska wiolonczelistka (zm. 1965)
- 10 grudnia – Stefan Profic, polski organista, kompozytor i dyrygent (zm. 1992)
- 11 grudnia – Giacomo Lauri-Volpi, włoski śpiewak operowy (tenor) (zm. 1979)
- 12 grudnia – Ansgary Malina, polski kompozytor i duchowny – franciszkanin (zm. 1969)
- 13 grudnia – Stefania Łukowicz-Mokwa, polska skrzypaczka (zm. 1975)
- 27 grudnia
  - Elvira de Hidalgo, hiszpańska śpiewaczka operowa (sopran) (zm. 1980)
  - Feliks Łabuński, polski pianista i kompozytor (zm. 1979)

## Zmarli
- 10 stycznia – Heinrich Dorn, niemiecki kompozytor (ur. 1804)
- 17 stycznia – Alexandre Levy, brazylijski kompozytor i pianista pochodzenia francuskiego (ur. 1864)
- 31 stycznia – Charles Spurgeon, brytyjski kaznodzieja baptystyczny, teolog i autor pieśni religijnych (ur. 1834)
- 13 lutego – Lambert Massart, belgijski skrzypek i pedagog (ur. 1811)
- 20 marca – Arthur Goring Thomas, angielski kompozytor (ur. 1850)
- 31 marca – Adolf Rzepko, polski pianista, oboista, dyrygent, pedagog i kompozytor (ur. 1825)
- 16 kwietnia – Władysław Edward Kronenberg, polski inżynier, przemysłowiec i kompozytor żydowskiego pochodzenia (ur. 1848)
- 20 kwietnia – Maurycy Karasowski, polski kompozytor, wiolonczelista, krytyk muzyczny (ur. 1823)
- 22 kwietnia – Édouard Lalo, francuski kompozytor (ur. 1823)
- 2 maja – Wilhelm Rust, niemiecki kompozytor, wydawca, pianista, organista i pedagog (ur. 1822)
- 6 maja
  - Nikodem Biernacki, polski skrzypek i kompozytor (ur. 1825)
  - Ernest Guiraud, francuski kompozytor (ur. 1837)
- 11 lipca – Maksymilian Braun, polski muzyk, pedagog, działacz społeczny (ur. 1800)
- 10 sierpnia – Konstantin Tarnowski, rosyjski dramaturg, tłumacz, krytyk teatralny i kompozytor (ur. 1826)
- 29 sierpnia – Jules Perrot, francuski tancerz i choreograf (ur. 1810)
- 24 października – Robert Franz, niemiecki kompozytor (ur. 1815)
- 28 października – Felix Otto Dessoff, niemiecki dyrygent i kompozytor (ur. 1835)
- 4 listopada – Florimond Ronger, francuski kompozytor, jeden z „ojców” operetki (ur. 1825)
- 19 listopada – Antonio de Torres Jurado, hiszpański gitarzysta i lutnik (ur. 1817)